# Europæiske grønne bælte
Initiativet Det europæiske grønne bælte er en græsrodsbevægelse for naturbeskyttelse og bæredygtig udvikling med formål at skabe økologisk netværk i den korridor det tidligere jerntæppe har skabt gennem Europa under den kolde krig. Betegnelsen henviser til både et miljøinitiativ og det område det vedrører. Initiativet gennemføres under protektion af International Union for Conservation of Nature og Mikhail Gorbachev . Det er formålet med initiativet at skabe rygraden i et økologisk netværk, der løber fra Barentshavet til Sortehavet og Adriaterhavet, der forbinder nationalparker, naturparker, biosfærereservater og grænseoverskridende beskyttede områder samt ikke-beskyttede værdifulde levesteder langs eller på tværs af de (tidligere) grænser.

## Baggrund
I 1970 viste satellitbilleder et mørkegrønt bælte af gammelskov ved den finsk-russiske grænse. I begyndelsen af 1980'erne opdagede biologer, at den indre tyske grænsezone mellem Bayern i vest og Thüringen i øst var et tilflugtssted for flere sjældne fuglearter, der var forsvundet fra de intensivt anvendte områder, der dækkede det meste af Centraleuropa. Denne iagttagelse viste at den negative menneskelige indvirkning på miljøet er mindre i sådanne grænsezoner, der almindeligvis er lukket for offentlig adgang, og og det vilde dyreliv der påvirkes minimalt af menneskelige aktiviteter.
Efter afslutningen af den kolde krig i 1991 blev de strenge grænseregimer opgivet, og grænsezonerne blev gradvist åbnet, begyndende med den tyske genforening i 1990 og fortsatte med den trinvise integration af nye medlemsstater i Schengen-traktaten som en del af udvidelsesprocessen for Den Europæiske Union. Samtidig blev store militære faciliteter såsom træningspladser og militære forskningsinstitutioner i eller tæt på grænseområderne lukket. I de fleste tilfælde var det uklart, hvem disse landes ejendom tilhørte, og dermed hvad skæbnen for de værdifulde landskaber ville være. På denne baggrund dannedes Green Belt for at bevare naturen langs det tidligere jerntæppe.

## Ruten
Det grønne bælte følger grænsernes forløb, som i anden halvdel af det 20. århundrede delte de østeuropæiske kommunistiske lande og de vestlige kapitalistiske lande. Det er opdelt i fire regionale sektioner:
- Fennoskandinaviens Grønne bælte: Norge, Finland, Rusland .
- Østersølandenes grønne bælte: Estland, Letland, Rusland og Litauen .
- Centraleuropæisk grønt bælte: Polen, Tyskland (den indre tyske grænse ), Tjekkiet, Slovakiet, Østrig, Ungarn, Slovenien, Kroatien og Italien
- Grøn bælte på Balkan (eller Sydøsteuropa): Serbien, Montenegro, Kosovo, Bulgarien, Rumænien, Nordmakedonien, Albanien, Grækenland og Tyrkiet

## Organisationsstruktur
Initiativets netværk består af officielle repræsentanter for de tre ovennævnte regioner (regionale koordinatorer) og for hvert land (nationale kontaktpunkter), der er udpeget under det første europæiske grønne bælt-møde i 2003:
- Fennoscandian Green Belt: Association of Reserves and National Parks of Russian North-West (Baltic Fund for Nature)
- Centraleuropæisk grønt bælte: Bund Naturschutz Bayern (Jordens venner Tyskland)
- Balkan eller Sydøsteuropæisk grønt bælte: Euronatur

Implementeringen af visionen om det grønne bælte i regionerne udføres af flere hundrede interessenter fra naturbeskyttelse og bæredygtig udvikling der bidrager enten på et projekt eller frivilligt grundlag.

## Økologisk værdi
Observationer fra biologer afslørede, at den militære praksis langs grænsen førte til bevarelse af vilde dyr på adskillige måder:
- Manglende sprøjtning med pesticider har bevaret mange sjældne insekter.
- At holde vegetationen skåret, så grænsevagter let kan se over, stoppede området fra at blive kontinuerlig skov og dermed bevaret dyreliv, der har brug for åbent land.
- En bemærkelsesværdig iagttagelse var, at i en skovklædt del af dette bælte ved grænsen mellem Bayern og Bøhmen, 18 år efter at grænsebarrieren blev fjernet, nægtede hjorte stadig at krydse grænsen.
- Kratere fra eksplosion af gamle landminer er blevet til damme.
- I Bulgarien / Grækenland er der mange ynglende kejserørne.
- Hvor floden Drava danner grænsen mellem Ungarn og Kroatien har gensidig mistillid forhindrede flodudvikling, så floden og dens bredder stadig er naturlige, bl.a. skaber floden skrænter, hvor der yngler digesvaler. Drava har afskåret mæandere og efterladt mange stumper af hvert lands territorium på den forkerte side af floden; disse områder drives ikke som landbrug og er blevet naturområder.
- Langs kysten af Mecklenburg har der været begrænset adgang til kysten for at forhindre folk i at krydse Østersøen med båd eller ved at svømme, hvilket har været med til at bevare kystnære dyreliv.

## Kulturelle værdier
Det er blevet foreslået at udvikle ikke kun den naturlige, men også den kulturelle arv fra den sovjetiske periode: efter ideen om at forbinde de talrige historiske initiativer, installationer, projekter og levn i det grønne bælte med den naturlige arv for at gør det europæiske grønne bælte til et levende historisk monument om Den kolde krig i det 20. århundrede. I forbindelse med det europæiske grønne bælte er kulturarv allerede blevet vurderet og/eller udviklet flere steder:
- Den permanente udstilling på Borderland Museum Eichsfeld i Centrale Tyskland giver information om det europæiske grønne bælte. En vandresti fører langs det tidligere jerntæppe, hvor de besøgende kan se på bevarede dele af de oprindelige grænsefaciliteter.
- På bjerget Brocken i Tyskland, er den tidligere grænsepatruljesti blevet omdannet til en vandrerute kaldet "Harz- grænsestien".[9]
- I den slovenske naturpark Goricko er der opstillet kantsten med informationsplader, der informerer besøgende om jerntæppets historie og de naturlige værdier på grund af denne historie
- Militære efterladenskaber langs det lettiske grønne bælte er blevet vurderet og samlet i en database og et kort for besøgende, herunder næsten 100 historier om nutidige vidner.[10]